# Сестричка Віка
Вікто́рія Вра́дій (нар. 8 лютого 1961, Львів), відома як Сестричка Віка — українська співачка.
Львів'яни іронічно прозвали її «Конотопською відьмою» за її похмурий стиль і той маловідомий факт, що вона мешкала на вулиці Конотопській у Львові.

## Життєпис
На професійну сцену вперше вийшла ще школяркою — з 1976 року була солісткою ВІА «Арніка». В її репертуарі були українські естрадні пісні, дві з яких вийшли на мініальбомі фірми «Мелодія». Згодом, навчаючись у Львівському університеті, була солісткою джаз-рокової групи Юрія Варума «Лабіринт». В 1985 році разом із гуртом переїхала в місто Горький. У 1986 році взяла участь у записі музики до фільму «Вище Радуги», записавши разом із Михайлом Боярським дві пісні Юрія Чернавського.
У 1989 році працювала разом із «Братами Гадюкіними». На фестивалі «Червона рута» Вікторія Врадій, відома як «Сестричка Віка», завоювала перше місце в категорії рок-виконавців.
Перший альбом співачки «Мамо, я дурна», було випущено на компакт-касеті фірмою «СП Кобза (Україна-Канада)».
Врадій закінчила Московський інститут театру і сцени ім. Гнєсіних за спеціальністю режисер естради. Знімається в головній ролі в фільмі В. Денисенка «Мана». В січні 1992 року отримує титул «Міс Рок-Європа». Після того записує альбоми «По цимбалах» та «Львівський стьоб», а в липні 1993 року поїхала з концертами до США і залишилася в Нью-Йорку з сином. Розлучилася з чоловіком Володимиром Бебешком, який після короткого перебування в США повернувся в Україну. В основному виступала по відомих клубах з американськими музикантами, також працювала шаферкою-компаньйонкою у американських реперів. Ще тричі одружувалась і розлучалася.
У 2004 році Вікторія Врадій повернулась в Україну, куди раніше повернувся її син. Думала поновити свою музичну діяльність в Україні, проте після недовгого перебування у 2006 році повертається до США. Проживає в Лос-Анжелесі.

## Склад гурту
- Віка (Вікторія Врадій) — фронтвумен, вокал
- В. Бебешко — клавішні
- В. Ярун — соло-гітара
- О. Левицький — саксофон
- Л. Борисов — гітара

## Дискографія
Касети:

### «Мамо, я дурна» (1990)
- Ганьба (5:37)
- Шахтарські бугі (2:57)
- Мамо, я дурна (3:36)
- Намалюй мені… (4:15)
- Тинди-ринди (6:12)
- Не пісня (4:41)
- Не треба, Стьопа (3:33)
- Сороміцькі коломийки (6:54)
- Зима в кедах (0:50)
- Країна чудес (3:13)
- Україна і Росія (Здравиця 56 року) (2:32)
- Хочу пива (4:00)
- В темну ніч весняну (5:31)

### «По цимбалам» (1996)
Компакт-диски:

### 2000«Тинди-ринди Forever»
- Тинди-ринди (5:17)
- Сороміцькі коломийки (7:00)
- Зрада (4:58)
- Хочу пива (4:13)
- Мамо, але я дурна (3:38)
- Не треба, Стьопа (3:40)
- Булочка з маком (3:58)
- Гаю-гай (4:56)
- Намалюй мені ніч (4:17)
- Шахтарські бугі (3:00)
- В темну ніч весняну (5:36)
- Зима в кедах (0:50)

### 2001«Америка, голі баби»
- То моє море (5:22)
- Тільки ти (3:57)
- Все гаразд (2:47)
- Вибач (2:42)
- Бай-бай (3:26)
- Саме там (3:14)
- Мій ровер був чорний (3:08)
- Вишиванка (2:34)
- Твіст (2:26)
- Гопа шейк (1:42)
- Мамо, я фраєра люблю (4:05)
- Хот дог (4:11)
- Весна (3:10)

### 2003«Віка Врадій»— Рок-легенди України. Українська Колекція. Київ: ДПАтлантик, 2003.
1. Ганьба
2. То Моє Море
3. Мамо, Але Я Дурна
4. Тинди-Ринди
5. Мій Ровер
6. Намалюй Мені Ніч
7. Україна Рок-Н-Рол
8. Шахтарські Бугі
9. Не Треба, Стьопа
10. Хот-Дог
11. Мамо, Я Фраєра Люблю
12. Тіко Ти
13. Хочу Пива
14. В Темну Ніч Весняну
15. Сороміцькі Коломийки
16. Гаю-Гай
17. Зима В Кедах
18. Гопа–Шейк